# Manuel Baptista
Manuel Baptista (Monção, 1559 - april 1620) was een Portugees bisschop. Hij was de 3e bisschop van São Salvador da Congo, het tegenwoordige aartsbisdom Luanda.
Baptista werd op 25 mei 1609 tot bisschop benoemd van het bisdom São Salvador da Congo in Angola. Hij bleef bisschop van São Salvador da Congo tot zijn dood in april 1620 en werd opgevolgd door Simon Mascarenhas.